# Jean-Marie Abeels
Jean-Marie Abeels (18 november 1962) is een Belgische voormalige voetbalspeler. 
Jean-Marie Abeels maakte in 1981 zijn debuut bij vierdeklasser Stade Waremmien en speelde tussen 1986 en 1996 bijna 300 wedstrijden in Eerste Klasse bij respectievelijk KV Kortrijk, Germinal Ekeren, SV Waregem en Sint-Truidense VV. Daarna voetbalde hij in de lagere afdelingen. In 2004 besloot hij zijn spelersloopbaan bij de Limburgse provincialer SC Zichen-Zussen-Bolder.